# Venstre (Dinamarca)
|  | Per a altres significats, vegeu «Venstre (Noruega)». |

Venstre (oficialment en danés, Venstre, Danmarks Liberale Parti, lit. ‘Esquerra, Partit Liberal de Dinamarca’) és un partit polític liberal-conservador, agrarista de Dinamarca. Va ser fundat amb base en el liberalisme i actualment es troba ideològicament en el centredreta danés. El partit és membre de la Internacional Liberal i forma part del Partit Europeu Liberal Demòcrata Reformista en el Parlament Europeu. A les eleccions legislatives daneses de 2007 va rebre el 26% dels vots i va obtenir 46 de 179 escons.
El seu cap és el primer ministre Anders Fogh Rasmussen, i actualment governa en coalició amb el Partit Popular Conservador, amb suport del Partit Popular Danès. Venstre és un partit liberal, de vegades descrit com a representant del liberalisme clàssic. El seu actual cap, Anders Fogh Rasmussen, és l'autor del llibre Fra Socialstat til Minimalstat (De l'Estat Social a l'Estat Mínim), on es refereix a la reforma de l'Estat del Benestar danesa des d'una òptica liberal clàssica, incloent-hi retallades d'impostos i menor interferència estatal en matèries corporatives i individuals. Posteriorment, canviaria moltes de les seves antigues idees i diria que el liberalisme és una ideologia obsoleta.

## Història
Venstre, va ser fundat en 1870 sota el nom de Det Forenede Venstre (L'Esquerra Unida). Va ser format per la unió de tres faccions parlamentàries, totes identificades com d'esquerra en el context de l'època. En el període 1895-1910 va ser conegut com a Venstrereformpartiet (Partit Reformista d'Esquerra), i després com a Venstre (Esquerra).
Venstre fou tradicionalment un partit enfocat al lliure mercat i als interessos dels grangers danesos. Aquest base electoral camperola va resultar en una relativa baixa en influència a causa de l'accelerada urbanització de la societat danesa. Al començament de la dècada de 1980, el partit va començar a expandir-se en àrees urbanes. Després de la dècada de 1960, Venstre es va orientar com un partit liberal clàssic. Sota el lideratge d'Anders Fogh Rasmussen, la línia del partit es va enfocar més cap a una posició de centredreta.

### Llista de participació en el govern
- 1901-1909 (com Venstrereformpartiet/Partit Reformista d'Esquerra)
- 1910-1913
- 1920-1924
- 1926-1929
- 1945-1947
- 1950-1953 amb el Partit Popular Conservador
- 1968-1971 amb el Partit Popular Conservador i el Partit Social Liberal Danès
- 1973-1975
- 1978-1979 con el Partit Socialdemòcrata
- 1982-1988 Partit Popular Conservador, Demòcrates de Centre, i el Partit Popular Cristià.
- 1988-1990 Partit Popular Conservador i el Partit Social Liberal Danès
- 1990-1993 Partit Popular Conservador
- 2001- Partit Popular Conservador

### Primers ministres delVenstre
- Johan Henrik Deuntzer (24 de juliol 1901 – 14 de gener 1905)
- Jens Christian Christensen (14 de gener 1905 – 12 d'octubre 1908)
- Niels Neergaard (12 d'octubre 1908 – 16 d'agost 1909)
- Ludvig Holstein-Ledreborg (16 d'agost 1909 – 28 d'octubre 1909)
- Klaus Berntsen (5 de juliol 1910 – 21 de juny 1913)
- Niels Neergaard (5 de maig 1920 – 23 d'abril 1924)
- Thomas Madsen-Mygdal (14 de diciembre 1926 – 30 d'abril 1929)
- Knud Kristensen (7 de novembre 1945 – 13 de novembre 1947)
- Erik Eriksen (30 d'octubre 1950 – 30 de setembre 1953)
- Poul Hartling (19 de desembre 1973 – 13 de febrer 1975)
- Anders Fogh Rasmussen (27 de novembre 2001 – 5 d'abril 2009)

### Líders deVenstredes de 1929
- 1929-1941, Thomas Madsen-Mygdal
- 1941-1949, Knud Kristensen
- 1949-1950, Edvard Sørensen
- 1950-1965, Erik Eriksen
- 1965-1977, Poul Hartling
- 1977-1984, Henning Christophersen
- 1984-1998, Uffe Ellemann-Jensen
- 1998-, Anders Fogh Rasmussen

## Origen del nom
El fet que el més gran partit liberal d'un país s'anomeni Esquerra sovint és confús per a molts observadors estrangers. El nom té, no obstant això, una explicació històrica. En l'època de la seva fundació, Venstre defensava idees progressistes al Parlament Danès. Els seus oponents d'aleshores, H (Dreta), és l'actual Partit Popular Conservador. En la política danesa actual es fa una clara diferència entre els conceptes de Venstre (Esquerra, en el sentit del partit), i Venstreflj (ala esquerra, per a referir-se a partits socialistes i comunistes). L'ús de la paraula «esquerra» en el nom del partit danès Det Radikale Venstre i en el partit noruec Venstre es refereixen al Liberalisme i no al Socialisme.

## Política d'Impostos
Des de les eleccions legislatives daneses de 2001, Venstre s'ha enfocat a una política de detenir la pujada d'impostos que es va veure durant els vuit anys anteriors de govern dels socialdemòcrates. Aquesta política ha estat molt criticada per altres partits d'esquerra, acusada de ser "asocial" i "només per als rics". La política sobre control del creixement de la despesa estatal, no obstant això, va tenir menys èxit del que originalment s'esperava. El despesa públic va continuar creixent aproximadament un 1% més que la inflació cada any. El 2004 van efectuar una sèrie de retallades d'impostos per a incentivar la recerca d'ocupacions i desincentivar l'ús de la seguretat social, però han deixat de fer declaracions sobre la seva intenció de baixar, en un futur, l'«impost màxim» a un 15% i de deixar l'Impost al Valor Afegit en un 25%. L'actual política danesa d'impostos va d'un rang entre el 9%-44% per a famílies d'ingressos modests i augmenta progressivament fins a un rang de 44%-62% per a famílies de classe mitjana. 850.000 danesos (aproximadament el 31% de la població) paga un impost del 62%.

## Resultats electorals

### Parlament
| Any        | Vots      | %         | Escons   | +/- | Govern             |
| ---------- | --------- | --------- | -------- | --- | ------------------ |
| 1872       |           |           | 53 / 104 | Nou | Oposició           |
| 1873       |           |           | 51 / 104 | 2   | Oposició           |
| 1876       |           |           | 74 / 104 | 23  | Oposició           |
| 1879       |           |           | 65 / 104 | 9   | Oposició           |
| 1881 (I)   |           |           | 69 / 102 | 4   | Oposició           |
| 1881 (II)  |           |           | 75 / 102 | 6   | Oposició           |
| 1884       | 80,000    | 56.3 (#1) | 81 / 102 | 6   | Oposició           |
| 1887       | 132,000   | 58.1 (#1) | 74 / 102 | 7   | Oposició           |
| 1890       | 123,000   | 53.0 (#1) | 75 / 102 | 1   | Oposició           |
| 1892       | 63,000    | 28.1 (#3) | 30 / 102 | 45  | Oposició           |
| 1895       | 89,530    | 40.5 (#1) | 53 / 114 | 23  | Oposició           |
| 1898       | 98,070    | 43.6 (#1) | 63 / 114 | 10  | Oposició           |
| 1901       | 103,495   | 45.9 (#1) | 76 / 114 | 13  | Majoria            |
| 1903       | 121,357   | 49.4 (#1) | 73 / 114 | 3   | Majoria            |
| 1906       | 94,272    | 31.2 (#1) | 56 / 114 | 17  | Minoria            |
| 1909       | 77,949    | 24.0 (#1) | 37 / 114 | 19  | Minoria (1909)     |
| 1909       | 77,949    | 24.0 (#1) | 37 / 114 | 19  | Oposició (1909–10) |
| 1910       | 118,902   | 34.1 (#1) | 57 / 114 | 20  | Majoria            |
| 1913       | 103,917   | 28.6 (#2) | 44 / 114 | 13  | Oposició           |
| 1915       | 8,081     | 62.8 (#1) | 43 / 114 | 1   | Oposició           |
| 1918       | 269,646   | 29.4 (#1) | 45 / 140 | 2   | Oposició           |
| 1920 (I)   | 350,563   | 34.2 (#1) | 48 / 140 | 3   | Minoria            |
| 1920 (II)  | 344,351   | 36.1 (#1) | 51 / 140 | 3   | Minoria            |
| 1920 (III) | 411,661   | 34.0 (#1) | 51 / 149 | =   | Minoria            |
| 1924       | 362,682   | 28.3 (#2) | 44 / 149 | 7   | Oposició           |
| 1926       | 378,137   | 28.3 (#2) | 46 / 149 | 2   | Minoria            |
| 1929       | 402,121   | 28.3 (#2) | 43 / 149 | 3   | Oposició           |
| 1932       | 381,862   | 24.7 (#2) | 38 / 149 | 5   | Oposició           |
| 1935       | 292,247   | 17.8 (#2) | 28 / 149 | 10  | Oposició           |
| 1939       | 309,355   | 18.2 (#2) | 30 / 149 | 2   | Oposició (1939–40) |
| 1939       | 309,355   | 18.2 (#2) | 30 / 149 | 2   | Coalició (1940–43) |
| 1943       | 376,850   | 18.7 (#3) | 28 / 149 | 2   | Coalició           |
| 1945       | 479,158   | 23.4 (#2) | 38 / 149 | 10  | Minoria            |
| 1947       | 529,066   | 27.6 (#2) | 49 / 150 | 8   | Oposició           |
| 1950       | 438,188   | 21.3 (#2) | 32 / 151 | 14  | Coalició           |
| 1953 (I)   | 456,896   | 22.1 (#2) | 33 / 151 | 1   | Coalició           |
| 1953 (II)  | 499,656   | 23.1 (#2) | 42 / 179 | 9   | Oposició           |
| 1957       | 578,932   | 25.1 (#2) | 45 / 179 | 3   | Oposició           |
| 1960       | 512,041   | 21.1 (#2) | 38 / 179 | 7   | Oposició           |
| 1964       | 547,770   | 20.8 (#2) | 38 / 179 | =   | Oposició           |
| 1966       | 539,027   | 19.3 (#2) | 35 / 179 | 3   | Oposició           |
| 1968       | 530,167   | 18.6 (#3) | 34 / 179 | 1   | Coalició           |
| 1971       | 450,904   | 15.6 (#3) | 30 / 179 | 4   | Oposició           |
| 1973       | 374,283   | 12.3 (#3) | 22 / 179 | 8   | Minoria            |
| 1975       | 711,298   | 23.3 (#2) | 42 / 179 | 20  | Oposició           |
| 1977       | 371,728   | 12.0 (#3) | 21 / 179 | 21  | Oposició (1977–78) |
| 1977       | 371,728   | 12.0 (#3) | 21 / 179 | 21  | Coalició (1978–79) |
| 1979       | 396,484   | 12.5 (#2) | 22 / 179 | 1   | Oposició           |
| 1981       | 353,280   | 11.3 (#4) | 20 / 179 | 2   | Oposició (1981–82) |
| 1981       | 353,280   | 11.3 (#4) | 20 / 179 | 2   | Coalició (1982–84) |
| 1984       | 405,737   | 12.1 (#3) | 22 / 179 | 2   | Coalició           |
| 1987       | 354,291   | 10.5 (#4) | 19 / 179 | 3   | Coalició           |
| 1988       | 394,190   | 11.8 (#4) | 22 / 179 | 3   | Coalició           |
| 1990       | 511,643   | 15.8 (#3) | 29 / 179 | 7   | Coalició (1990–93) |
| 1990       | 511,643   | 15.8 (#3) | 29 / 179 | 7   | Oposició (1993–94) |
| 1994       | 775,176   | 23.3 (#2) | 42 / 179 | 13  | Oposició           |
| 1998       | 817,894   | 24.0 (#2) | 42 / 179 | =   | Oposició           |
| 2001       | 1,077,858 | 31.2 (#1) | 56 / 179 | 14  | Coalició           |
| 2005       | 974,636   | 29.0 (#1) | 52 / 179 | 4   | Coalició           |
| 2007       | 908,472   | 26.2 (#1) | 46 / 179 | 6   | Coalició           |
| 2011       | 947,725   | 26.7 (#1) | 47 / 179 | 1   | Oposició           |
| 2015       | 685,188   | 19.5 (#3) | 34 / 179 | 13  | Minoria (2015–16)  |
| 2015       | 685,188   | 19.5 (#3) | 34 / 179 | 13  | Coalició (2016–19) |
| 2019       | 825,486   | 23.4 (#2) | 43 / 179 | 9   | Oposició           |
| 2022       | 460,546   | 13.3 (#2) | 23 / 179 | 20  | Coalició           |

### Eleccions locals
| Any               | Escons         | Escons |
| Any               | #              | ±      |
| ----------------- | -------------- | ------ |
| 1925              | 2.291 / 11.289 |        |
| 1929              | 2.615 / 11.329 | 324    |
| 1933              | 2.692 / 11.424 | 77     |
| 1937              | 2.374 / 11.425 | 318    |
| 1943              | 2.217 / 10.569 | 157    |
| 1946              | 2.519 / 11.488 | 302    |
| 1950              | 2.342 / 11.499 | 177    |
| 1954              | 2.353 / 11.505 | 11     |
| 1958              | 2.405 / 11.529 | 52     |
| 1962              | 2.196 / 11.414 | 209    |
| 1966              | 1.747 / 10.005 | 449    |
| Reforma municipal |                |        |
| 1970              | 1.080 / 4.677  | 667    |
| 1974              | 1.277 / 4.735  | 197    |
| 1978              | 1.155 / 4.759  | 122    |
| 1981              | 1.240 / 4.769  | 85     |
| 1985              | 1.201 / 4.773  | 39     |
| 1989              | 1.261 / 4.737  | 60     |
| 1993              | 1.601 / 4.703  | 340    |
| 1997              | 1.557 / 4.685  | 44     |
| 2001              | 1.666 / 4.647  | 109    |
| Reforma municipal |                |        |
| 2005              | 804 / 2.522    | 862    |
| 2009              | 699 / 2.468    | 105    |
| 2013              | 767 / 2.444    | 68     |
| 2017              | 688 / 2.432    | 79     |
| 2021              | 620 / 2.436    | 68     |

| Any               | Escons  | Escons    |     |
| Any               | #       | ±         |     |
| ----------------- | ------- | --------- | --- |
| 1935              | 217,375 | 124 / 299 | Nou |
| 1943              | 300,241 | 123 / 299 | 1   |
| 1946              | 368,040 | 139 / 299 | 16  |
| 1950              | 348,861 | 128 / 299 | 11  |
| 1954              | 355,295 | 127 / 299 | 1   |
| 1958              | 412,111 | 135 / 303 | 8   |
| 1962              | 387,628 | 127 / 301 | 8   |
| 1966              | 402,574 | 115 / 303 | 12  |
| Reforma municipal |         |           |     |
| 1970              | 449,479 | 95 / 366  | 20  |
| 1974              | 400,062 | 98 / 370  | 3   |
| 1978              | 411,812 | 90 / 370  | 8   |
| 1981              | 457,565 | 84 / 370  | 6   |
| 1985              | 418,149 | 83 / 374  | 1   |
| 1989              | 451,807 | 89 / 374  | 6   |
| 1993              | 717,536 | 125 / 374 | 36  |
| 1997              | 665,857 | 124 / 374 | 1   |
| 2001              | 963,220 | 139 / 374 | 15  |
| Reforma municipal |         |           |     |
| 2005              | 744,466 | 60 / 205  | 79  |
| 2009              | 648,903 | 54 / 205  | 6   |
| 2013              | 809,664 | 62 / 205  | 8   |
| 2017              |         | 54 / 205  | 8   |
| 2021              |         | 54 / 205  | = 0 |

| Any  | Escons  | Escons |
| Any  | No.     | ±      |
| ---- | ------- | ------ |
| 2005 | 35 / 98 |        |
| 2009 | 31 / 98 | 4      |
| 2013 | 48 / 98 | 17     |
| 2017 | 37 / 98 | 11     |
| 2021 | 35 / 98 | 2      |

### Parlament Europeu
| Any  | Líder                | Vots    | %         | Escons | +/- | Grup |
| ---- | -------------------- | ------- | --------- | ------ | --- | ---- |
| 1979 | Tove Nielsen         | 252,767 | 14.5 (#3) | 3 / 16 |     | LD   |
| 1984 | Tove Nielsen         | 248,397 | 12.5 (#4) | 2 / 16 | 1   | LDR  |
| 1989 | Niels Anker Kofoed   | 297,565 | 16.6 (#3) | 3 / 16 | 1   | LDR  |
| 1994 | Eva Kjer Hansen      | 394,362 | 19.0 (#1) | 4 / 16 | 1   | ELDR |
| 1999 | Bertel Haarder       | 460,834 | 23.4 (#1) | 5 / 16 | 1   | ELDR |
| 2004 | Karin Riis-Jørgensen | 366,734 | 19.4 (#2) | 3 / 14 | 2   | ALDE |
| 2009 | Jens Rohde           | 474,041 | 20.2 (#2) | 3 / 13 | =   | ALDE |
| 2014 | Ulla Tørnæs          | 379,840 | 17.7 (#3) | 2 / 13 | 1   | ALDE |
| 2019 | Morten Løkkegaard    | 648,203 | 23.5 (#1) | 4 / 14 | 2   | RE   |
| 2024 | Morten Løkkegaard    | 360,212 | 14.7 (#3) | 2 / 14 | 2   | RE   |